# Орская епархия
О́рская епа́рхия — епархия Русской Православной Церкви, объединяющая приходы и монастыри в восточной части Оренбургской области (в границах Адамовского, Гайского, Домбаровского, Кваркенского, Кувандыкского, Новоорского, Светлинского и Ясненского районов, а также Новотроицкого и Орского муниципальных образований). Входит в состав Оренбургской митрополии.
Кафедральный собор — Георгия Победоносца в Орске.

## История
Православие пришло в эти земли вместе с русскими поселенцами, который появились на территории Оренбургской области в XVIII веке. В 1735 году создается Оренбургская экспедиция во главе с обер-секретарем Петербургского сената И. К. Кириловым по закладке города-крепости в киргизской степи, где была определена восточная граница России. Эта крепость первоначально называлась Оренбаум, но позже ей было усвоено название Орск. В том же году в Орской крепости был заложен и храм на Преображенской горе.
Территория современной Орской епархии входила в состав Оренбургской епархии, образованной Святейшим Синодом в сентябре 1799 года.
В 1923—1924 годах существовало Орское викариатство Оренбургской епархии, которое занимал епископ Иаков (Маскаев).
Орское викариатство той же епархии было восстановлено 31 марта 2009 года с избранием на него игумена Симеона (Холодкова), однако его епископская хиротония была отложена на неопределённое время, и пока что так и не состоялась.
5 октября 2011 года была образована самостоятельная Орская епархия в административных границах Адамовского, Гайского, Домбаровского, Кваркенского, Кувандыкского, Новоорского, Светлинского и Ясненского районов, а также Новотроицкого и Орского муниципальных образований Оренбургской области.
6 октября 2011 года Орская епархия вошла в состав Оренбургской митрополии.

## Епископы
Орское викариатство
- сентябрь 1923 — 31 июля 1924 — Иаков (Маскаев)

Орская епархия
- с 22 ноября 2011 года — Ириней (Тафуня)

## Благочиния
По состоянию на декабрь 2022 года епархия разделена на 8 церковных округов:
- Адамовское благочиние
- Гайское благочиние
- Кваркенское благочиние
- Кувандыкское благочиние
- Медногорское благочиние
- Новотроицкое благочиние
- Орское благочиние
- Ясненское благочиние

## Монастыри
До революции в Орске существовал Покровский женский монастырь, официально учреждённый в 1898 году.
В апреле 2013 года администрация Орска выделила земельный участок под строительство женского монастыря во имя Иверской иконы Божией Матери. Монастырь будет располагаться в районе посёлка ОЗТП, неподалёку от храма Казанской иконы.

## Образовательные учреждения
Православная гимназия, катехизаторские курсы, воскресные школы при храмах.